# کویتوجاک (کوزان)
کویتوجاک (به ترکی استانبولی: Kuytucak) یک منطقهٔ مسکونی در ترکیه است که در قوزان (ترکیه) واقع شده‌است.